# Cordillera Reina Alexandra
La cordillera Reina Alexandra es una gran cordillera en el este de la Antártida, con cerca de 160 km de largo, bordea todo el lado occidental del glaciar Beardmore, principal paso entre la meseta Antártica y la plataforma de hielo de Ross. Los nombres alternativos para esta cordillera son Alexandra Mountains, Alexandra Range y Königin Alexandra Gebirge.
El pico más alto de la cordillera es el monte Kirkpatrick (4528 m). Otros picos de la cordillera son el monte Dickerson, el pico Decennial (4020 m), el monte Stanley (3220 m) y el monte Bishop (3020 m). 
Esta cordillera se descubrió durante el viaje hacia el polo sur realizado por la Expedición Nimrod (1907-1909), y fue bautizada por Ernest Shackleton en honor de la Reina Alexandra de Inglaterra. Shackleton y sus hombres, y más tarde una expedición dirigida por Robert Falcon Scott, recogieron muestras de las rocas de la cordillera conteniendo fósiles. El descubrimiento de que las formas de vida multicelulares habían vivido tan cerca del polo sur fue un elemento de prueba que se utilizó en 1910 para publicar la teoría de la deriva continental.